# Liste bekannter Paläoanthropologen
In der Liste bekannter Paläoanthropologen werden Paläoanthropologen von größerer Bedeutung gesammelt. Das schließt habilitierte Forscher, bedeutende Autoren und wichtige Autodidakten ein.

## A
- Zeresenay Alemseged, Äthiopier (* 1969)
- Kurt W. Alt, Deutscher (* 1948)
- Juan Luis Arsuaga, Spanier (* 1954)
- Berhane Asfaw, Äthiopier (* 1954)

## B
- Lee Berger, US-Amerikaner (* 1965)
- Barbara Bramanti, Italienerin
- Günter Bräuer, Deutscher, (* 1949)
- Timothy Bromage, US-Amerikaner (* 1954)
- Robert Broom, Südafrikaner (1866–1951)
- Peter Brown, Australier (* 1954)

## C
- John Desmond Clark, US-Amerikaner (1916–2002)
- Carleton Stevens Coon, US-Amerikaner (1904–1981)
- Yves Coppens, Franzose (1934–2022)
- Alfred Czarnetzki, Deutschland (1937–2013)

## D
- Raymond Dart, Australier (1893–1988)
- Eric Delson, US-Amerikaner (* 1945)
- Eugène Dubois, Niederländer (1858–1940)

## F
- Dean Falk, US-Amerikanerin (* 1944)
- Jens Lorenz Franzen, Deutscher (1937–2018)
- Johann Carl Fuhlrott, Deutscher (1803–1877)

## G
- Gisela Grupe, Deutsche

## H
- Yohannes Haile-Selassie, Äthiopier (* 1961)
- Katarina Harvati, Griechin (* 1970)
- Winfried Henke, Deutscher (* 1944)
- Earnest Hooton, US-Amerikaner (1887–1954)
- Francis Clark Howell, US-Amerikaner (1925–2007)

## J
- Donald Johanson, US-Amerikaner (* 1943)

## K
- Hans-Dietrich Kahlke, Deutscher (1924–2017)
- Gustav Heinrich Ralph von Koenigswald, Deutsch-Niederländer (1902–1982)

## L
- Kevin N. Laland, Brite (* 1962)
- Louis Leakey, Anglo-Kenianer (1903–1972)
- Louise Leakey, Britin (* 1972)
- Mary Leakey, Britin (1903–1996)
- Meave Leakey, Britin (* 1942)
- Richard Leakey, Kenianer (1944–2022)
- André Leroi-Gourhan, Franzose (1911–1986)
- David Lordkipanidze, Georgier (* 1963)

## M
- Mike Morwood, Neuseeländer (1950–2013)

## P
- Svante Pääbo, Schwede (* 1955)
- Reiner Protsch, Deutscher (* 1939)

## R
- John T. Robinson, Südafrikaner (1923–2001)

## S
- Philippe-Charles Schmerling, Niederländer (1791–1836)
- Otto Schoetensack, Deutscher (1850–1912)
- Friedemann Schrenk, Deutscher (* 1956)
- Pat Shipman, US-Amerikanerin (* 1949)
- Chris Stringer, Brite (* 1947)

## T
- Ian Tattersall, Brite (* 1945)
- Pierre Teilhard de Chardin, Franzose (1881–1955)
- Francis Thackeray, Südafrikaner (* 1952)
- Phillip Tobias, Südafrikaner (1925–2012)
- Michael Tomasello, US-Amerikaner (* 1950)

## V
- Elisabeth Vrba, Südafrikanisch-US-Amerikanerin (1942–2025)

## W
- Joachim Wahl
- Alan Walker, Brite (1938–2017)
- Sherwood L. Washburn, US-Amerikaner (1911–2000)
- Gerhard Weber
- Franz Weidenreich, Deutscher (1873–1948)
- Tim White, US-Amerikaner (* 1950)

## Autodidakten
- Charles Dawson, Brite (1864–1916)